# Mokra (Serbia)
Mokra (cyr. Мокра) – wieś w Serbii, w okręgu pirockim, w gminie Bela Palanka. W 2011 roku liczyła 188 mieszkańców.